# Anania coronata
Anania coronata là một loài bướm đêm thuộc họ Crambidae. Nó được tìm thấy ở phần phía bắc của miền Cổ bắc và miền Tân bắc.. The species closely resembles Phlyctaenia stachydalis.
Sải cánh dài 23–26 mm. Con trưởng thành bay từ tháng 5 đến tháng 8 tùy theo địa điểm.
Ấu trùng ăn Elderberry, Calystegia sepium, Sunflower, Ligustrum, Viburnum và đinh hương châu Âu.

## Hình ảnh

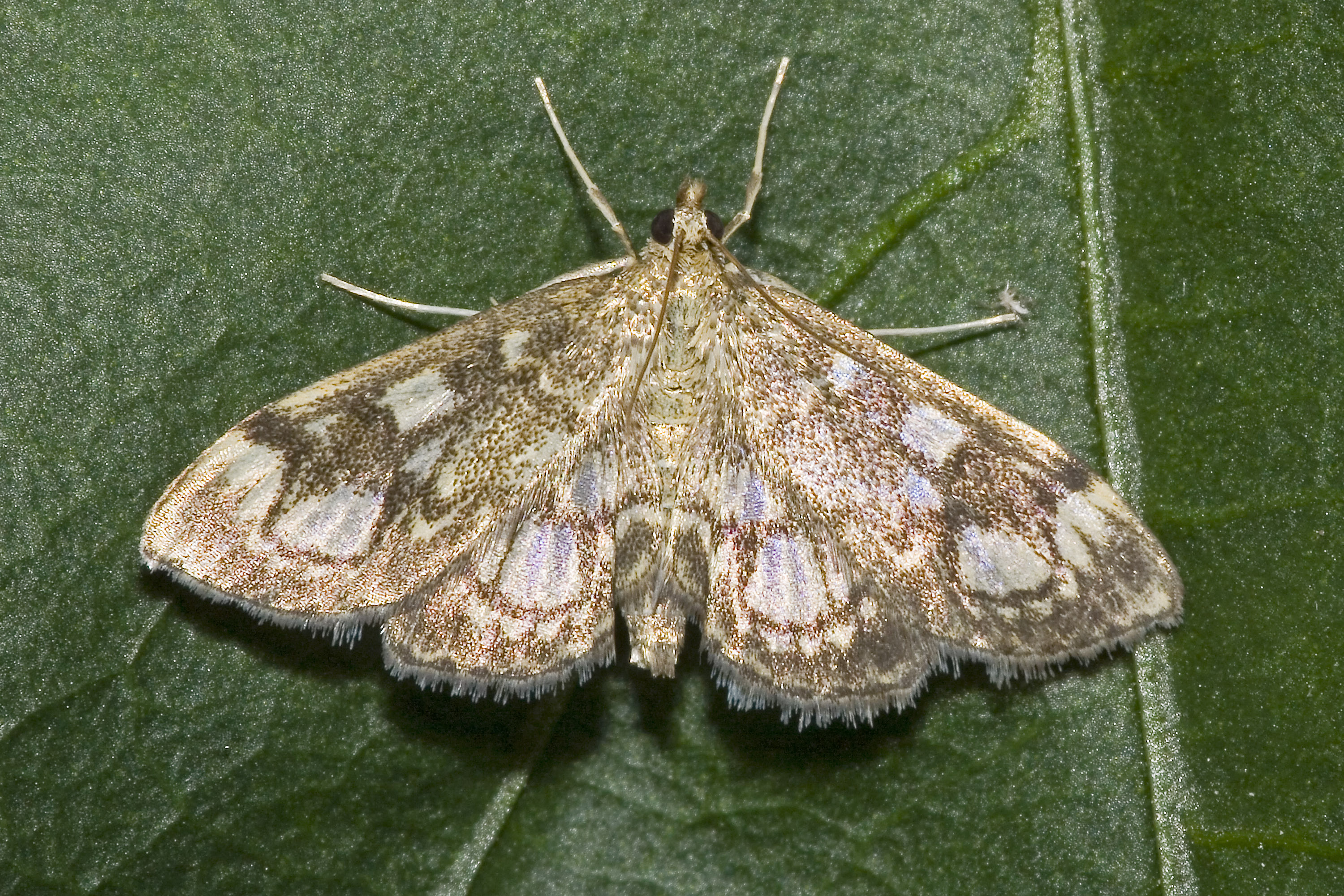
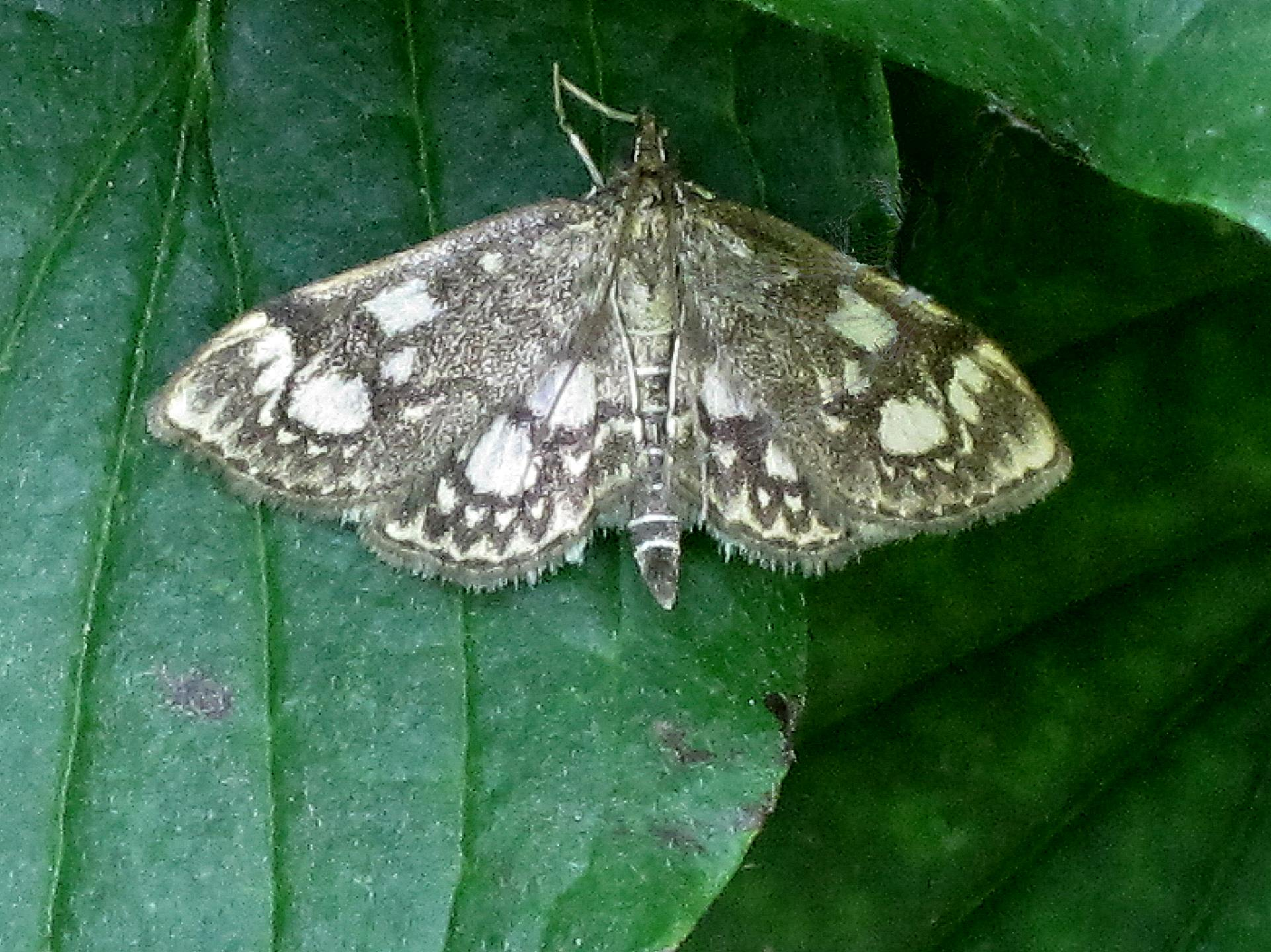
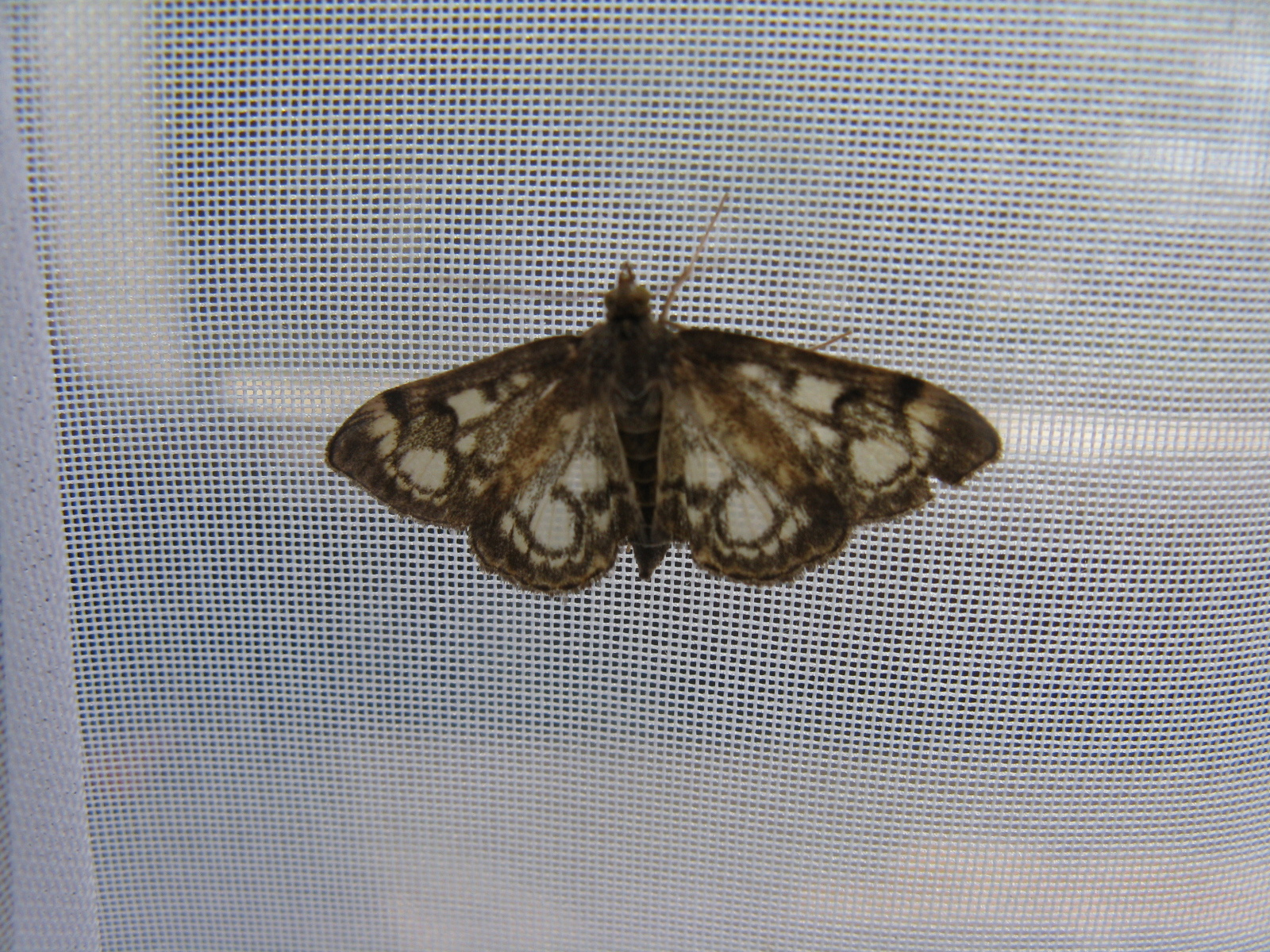
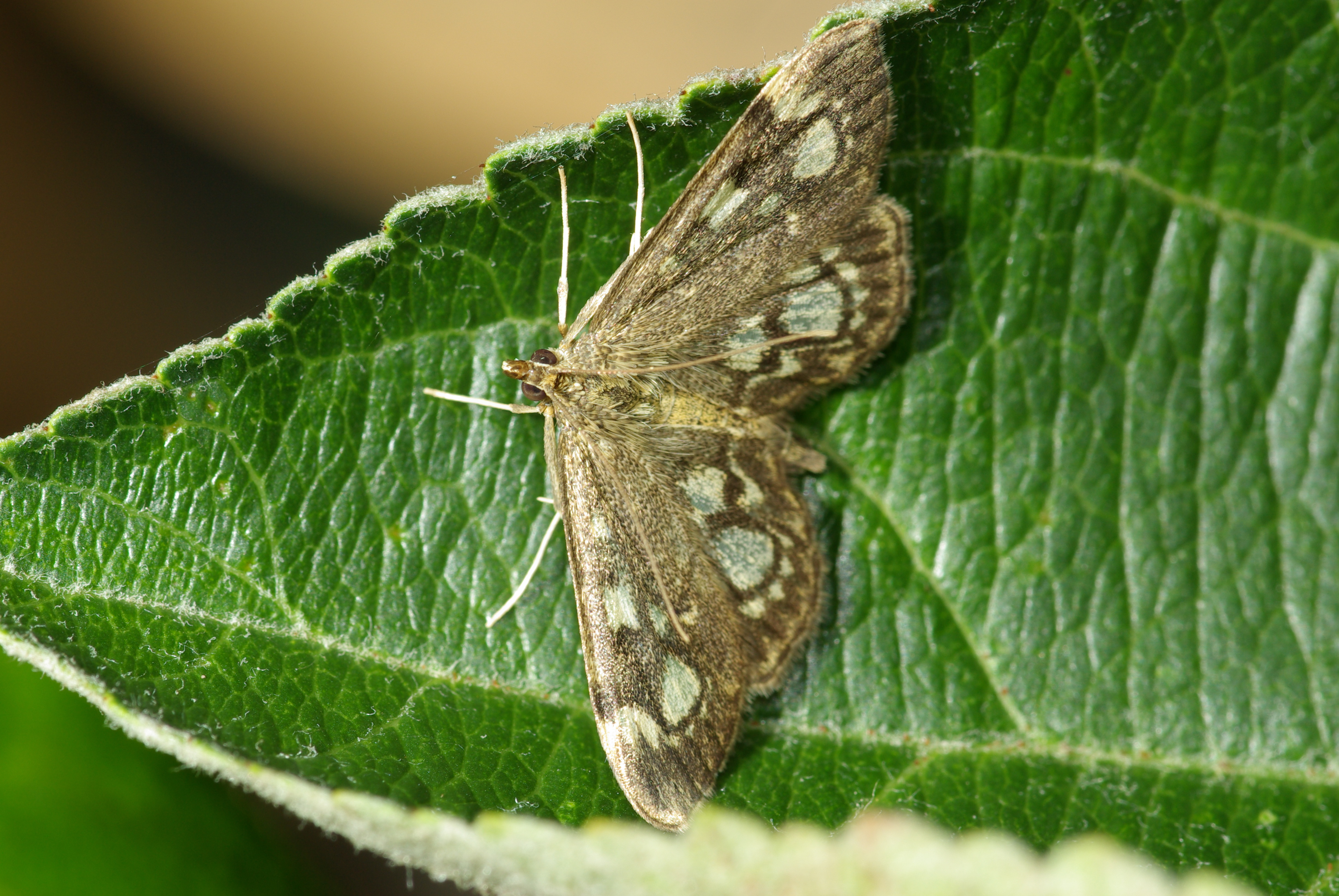